# Nomos-Quartett
Das Nomos-Quartett war ein deutsches Streichquartett aus Hannover, das 1984 gegründet wurde und seine musikalische Laufbahn Ende 2019 beendete. Zu diesem Instrumentalquartett gehörten Martin Dehning und Meike Bertram (Violine), Friederike Koch (Viola) und Sabine Pfeiffer (Violoncello). Von März 1994 bis November 2019 gab das Quartett zahlreiche Konzerte, unternahm Konzertreisen, wirkte an Rundfunkmitschnitten und CD-Produktionen mit und gestaltete 17 Jahre lang die eigene Konzertreihe „aus dem Innersten“ in Hannover. Am 17. November 2019 gab das Quartett ihr Abschiedskonzert im Sprengel Museum Hannover.

## Diskografie
- Dvořák und Brahms: Klavierquintette mit Sivan Silver / Gil Garburg. Coviello Classics [2009]
- Harald Weiss: Stille Mauern. Schott Music & Media, Mainz [2006]
- Franz Schubert: Streichquintett C-Dur D 956. Coviello Classics [2001]
- Harald Weiss: Reise in die Nacht. Schott Music & Media, Mainz [2000]
- Franz Schubert: Streichquartett d-Moll D 810. + Schostakowitsch Streichquartett Nr. 8 Barsinghausen [1997]
- Benjamin Frankel: Complete string quartets. Cpo-Musikproduktion, Georgsmarienhütte [1997]
- Luigi Boccherini: String quartets op. 32 nos. 4–6. Cpo-Musikproduktion, Georgsmarienhütte [1995]
- Joseph Haydn: String quartets Hob. III nos. 44–49. Cpo-Musikproduktion, Georgsmarienhütte [1994]
- Adriana Hölszky: Hängebrücken. Cpo-Musikproduktion, Georgsmarienhütte [1994]
- Anton Reicha: Music for bassoon. Cpo-Musikproduktion, Georgsmarienhütte [1992]
- Harald Weiss: The rest is silence. Wergo-Schallplatten, Mainz [1992]
- Isang Yun: Chamber Music: Streichquartette Nr. 3 und 4, Concertino und Tapis. Cpo-Musikproduktion, Georgsmarienhütte [1991]

## Auszeichnungen
- 1985 Preis für die beste Interpretation eines Werkes des 20. Jahrhunderts beim Internationalen Streichquartett-Wettbewerb in Evian/Frankreich
- 1986 3. Preis beim 4. Intern. Wettbewerb für Streichquartett „Karl-Klingler-Preis“ in München
- 1987 Bernhard-Sprengel-Musikpreis
- 1989 1. Preis und Preis des Publikums beim Intern. Tulindberg-Streichquartettwettbewerb in Oulu, Finnland
- 1993 Niedersächsisches Künstlerstipendium
- 1997 Schneider-Schott-Musikpreis Mainz